# Танк (Пакистан)
Танк (англ. Tank) — город в Пакистане, расположен в одноимённом округе провинции Хайбер-Пахтунхва. Население — 42 650 чел. (на 2010 год).

## История
Во время британского правления, Танк был столицей техсила, который затем вошёл в округ Дера-Исмаил-Хан. Население города по переписи 1901 года составляло 4 402 человека. 
Сэр Генри Дюран (британский вице-губернатор Пенджаба), в 1870 году скончался в Танке от ранений, нанесенных ему слоном. Он был похоронен в Дера-Исмаил-Хане.

## Демография
| 1961   | 1972   | 1981   | 1998   | 2010   |
| ------ | ------ | ------ | ------ | ------ |
| 10 582 | 14 306 | 25 003 | 33 930 | 42 650 |